# Saint-Alban-Auriolles
Saint-Alban-Auriolles är en kommun i departementet Ardèche i regionen Auvergne-Rhône-Alpes i sydöstra Frankrike. Kommunen ligger  i kantonen Joyeuse som ligger i arrondissementet Largentière. År 2022 hade Saint-Alban-Auriolles 1 101 invånare.

## Befolkningsutveckling
Antalet invånare i kommunen Saint-Alban-Auriolles
Referens: INSEE